# Alessio Forgione
Alessio Forgione (Napoli, 23 febbraio 1986) è uno scrittore italiano.

## Biografia
Nato a Napoli nel 1986, vi risiede dopo aver vissuto per un periodo a Londra lavorando in un pub.
Nel 2018 ha esordito nella narrativa con il romanzo Napoli mon amour grazie al quale ha vinto il Premio Giuseppe Berto l'anno successivo.
Autore di altri due romanzi, Giovanissimi uscito nel 2020 e Il nostro meglio pubblicato l'anno seguente, nel 2021 la sua opera d'esordio è stata insignita del Premio Mediterraneo per stranieri.

## Opere

### Romanzi
- Napoli mon amour, NNE, Milano 2018 ISBN 978-88-99253-88-2.
- Giovanissimi, NNE, Milano 2020 ISBN 978-88-94938-56-2.
- Il nostro meglio, La nave di Teseo, Milano 2021 ISBN 978-88-346-0675-9.
- Anni felini, La nave di Teseo, Milano 2024 ISBN 978-88-346-1838-7.

#### Traduzioni  (parziale)
- Virginia Woolf, Una stanza tutta per sé, Introduzione di Attilio Bertolucci[9], Collana I grandi libri, Milano, Garzanti, 2020, ISBN 978-88-118-1421-4. - Collezione Piccoli Tesori n.1, Milano, RBA Italia, 2023 [senza lo scritto di A. Bertolucci].

## Premi e riconoscimenti
Premio Giuseppe Berto
- 2019 vincitore con Napoli mon amour

Premio Intersezioni Italia-Russia
- 2019 vincitore con Napoli mon amour[10]

Premio Mediterraneo per stranieri
- 2021 vincitore con Napoli mon amour